# Łowcy mamutów
Łowcy mamutów (oryg. czes. Lovci mamutů) – najbardziej znana z powieści czeskiego pisarza Eduarda Štorcha o życiu ludzi czasów przedhistorycznych, której akcja toczy się na obszarze Czech i Moraw w epoce paleolitu.

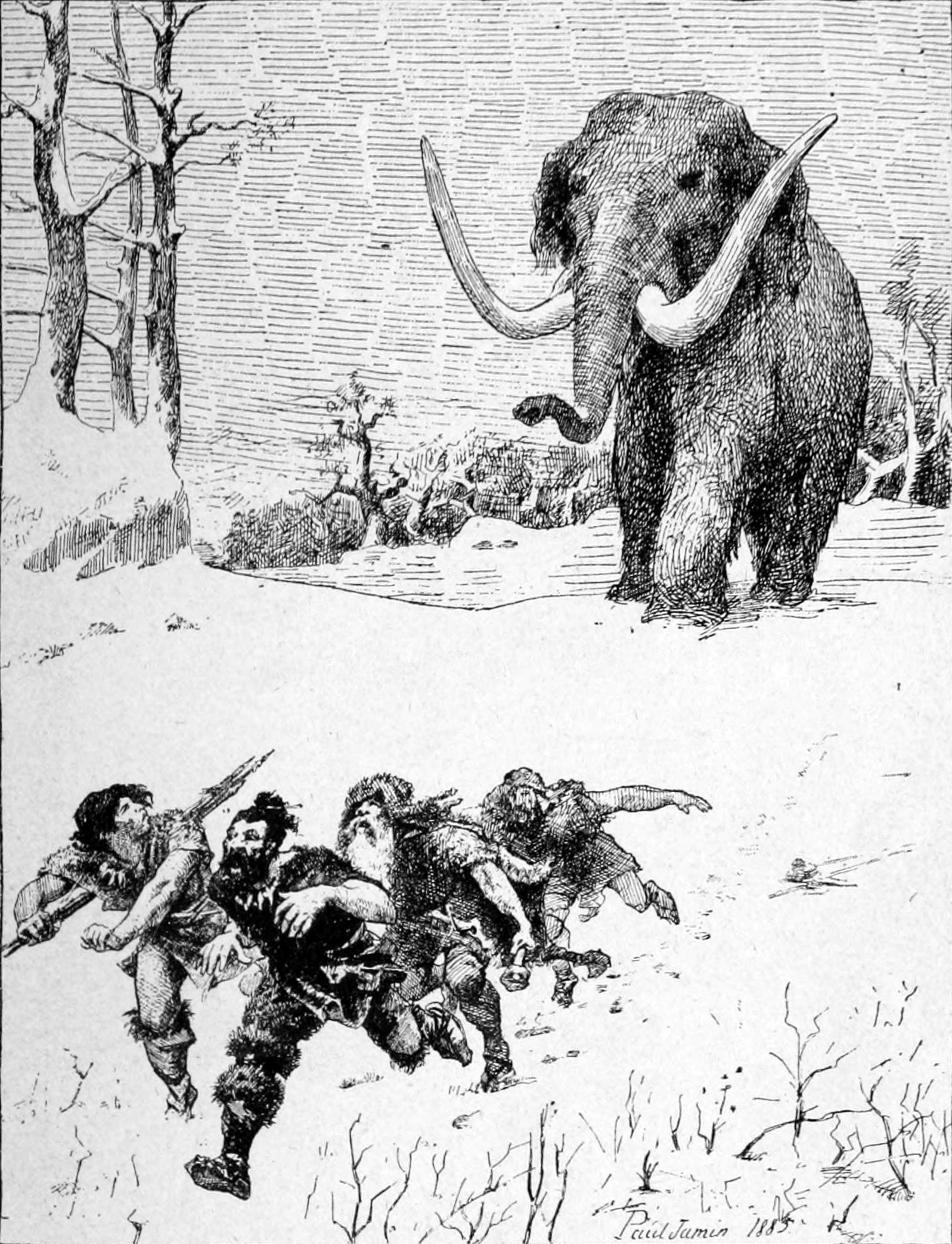
Mamut ścigał ich zawzięcie, miażdżąc po drodze wszystko, co napotkał... (mal. Paul Jamin, 1885)

Lektura w zamyśle autora przeznaczona dla dzieci i młodzieży, a także jako pomoc pedagogiczna. Zalążek jej powstał w 1907 jako tomik zatytułowany Člověk diluviální, w postaci rozszerzonej wyszła w 1918 już pod tytułem Lovci mamutů – Čteni o praobyvatelích země české, a po dalszym rozwinięciu i modyfikacjach treści wydana została w 1937 w obecnej postaci. Ostatnie jej wydanie (szkolne), przekształcone i skrócone, nosiło tytuł Lovci mamutů na Bílé skále (1946).

## Treść
Treścią fabuły jest wędrówka paleolitycznej gromady ludzkiej, rozpoczynająca się nad brzegami Dyi koło dzisiejszych Dolnich Vestonic, a zakończona w Libni w okolicach Pragi. W toku pełnej zdarzeń opowieści autor pokazuje łowiecką społeczność patriarchalną, która poluje na mamuty, traci i ponownie zdobywa ogień, uchodzi przed obcymi, silniejszymi gromadami, zmaga się z głodem zimą i broni się przed groźnymi zwierzętami. Główna postać, wokół której toczy się narracja, to 10-12-letni chłopiec o przezwisku Kopacz, wraz ze swym rówieśnikiem Wiewiórczakiem przygotowujący się do dorosłego życia i uczący się na dobrych łowców. Ich towarzyszkami są dwie dziewczynki – Kukułka i Żabka, wśród dorosłych wyróżnia się szczególnie łowca Mamucik, którego po odrzuceniu poprzednika gromada obiera później swym naczelnikiem.
Opisując ich codzienne życie i przygody, podpatrując ich zręczność w zmaganiach z warunkami ówczesnego bytu, autor umiejętnie przybliża sposób życia przedhistorycznych ludzi, ukazując przy tym ich wzajemne relacje oraz poziom wiedzy życiowej, jaką dysponował „człowiek dyluwialny” w starszej epoce kamienia. Przedstawia również ciekawsze i ważniejsze znaleziska archeologiczne z omawianych terenów, umiejętnie wkomponowując je w fabułę.

## Edycja, odbiór, nawiązania
Ilustracje do wydania z 1918 r. wykonał Jaroslav Panuška, w wydaniach późniejszych były one m.in. autorstwa Zdeňka Buriana (rysunki), uzupełnione jego ilustracjami barwnymi w wydaniu z 1964 r.
W 1948 r. książka zyskała pisarzowi nagrodę stołecznego miasta Pragi im. Boženy Němcovej. Poza tłumaczeniem na polski przełożono ją na język niemiecki, francuski, hiszpański, słowacki, węgierski, japoński.  
W 2010 r. planowano nakręcenie na podstawie powieści filmu Karela Janáka, do realizacji jednak nie doszło.
Tytuł powieści posłużył nazwą wystawie o pradziejach ziem czeskich w praskim Muzeum Narodowym.

## Powieści pokrewne (w wyd. polskim)
- Jean Marie Auel – Łowcy mamutów ("The Mammoth Hunters") z cyklu Dzieci Ziemi ; Dom Wyd. "Rebis", Poznań 1993 ISBN 83-86211-64-4
- Lothar Streblow – Mamut Manka ("Manka, das Mammut") ; Wyd. "Geminis", Warszawa 1995 ISBN 83-86609-35-4